# パリ万国博覧会 (1867年)

イリュストレ紙

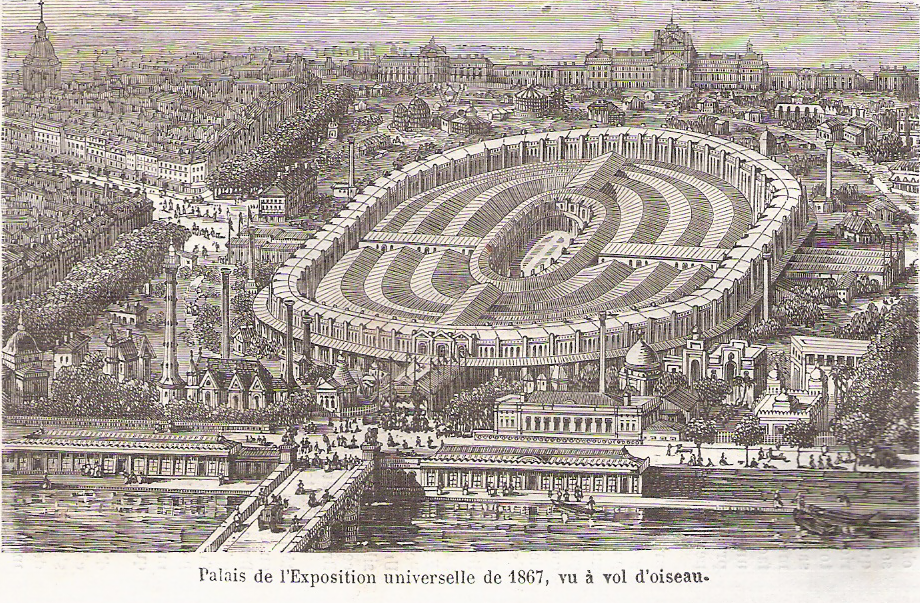
鳥観図（部分）
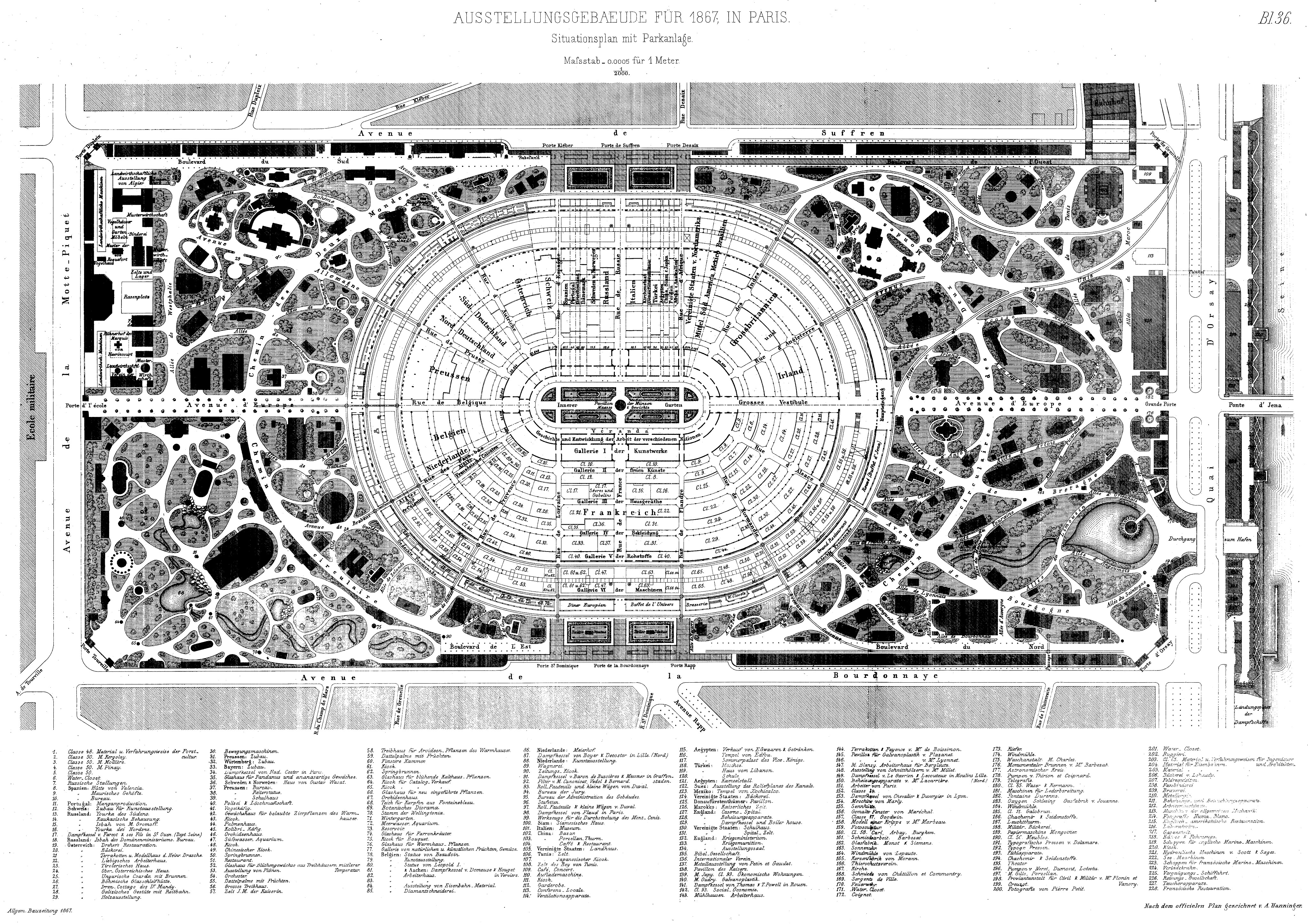
会場案内地図

1867年のパリ万国博覧会（せんはっぴゃくろくじゅうななねんのパリばんこくはくらんかい, Exposition Universelle de Paris 1867, Expo 1867）は、1867年4月1日から10月31日までフランスの首都パリで開催された国際博覧会である。42か国が参加し、会期中1500万人が来場した。
このパリ万博は、日本が初めて参加した万国博覧会として有名である。また、ここで発表された水族館と電気にまつわる出展作品から、ジュール・ヴェルヌが『海底二万里』の着想を得たことでも知られる。

## 会場
パリで開催された国際博覧会では2回目となる。1864年のナポレオン3世の勅令に基づいて計画され、パリ市内に119エーカー（48ヘクタール）、ビヤンクールに52エーカー（21ヘクタール）の土地が用意された。この土地はシャン・ド・マルス公園となって、これ以降のパリ万国博覧会の会場となり、1889年のパリ万国博覧会からエッフェル塔の建設が開始される。メインパビリオンは長さ1608フィート（490 m）、幅1247フィート（380 m）の端が丸まった長方形の形をしており、その中央に長さ545フィート（166m）、幅184フィート（56m）のドームがあり、庭園が併設されている。

会場の上空からの眺め
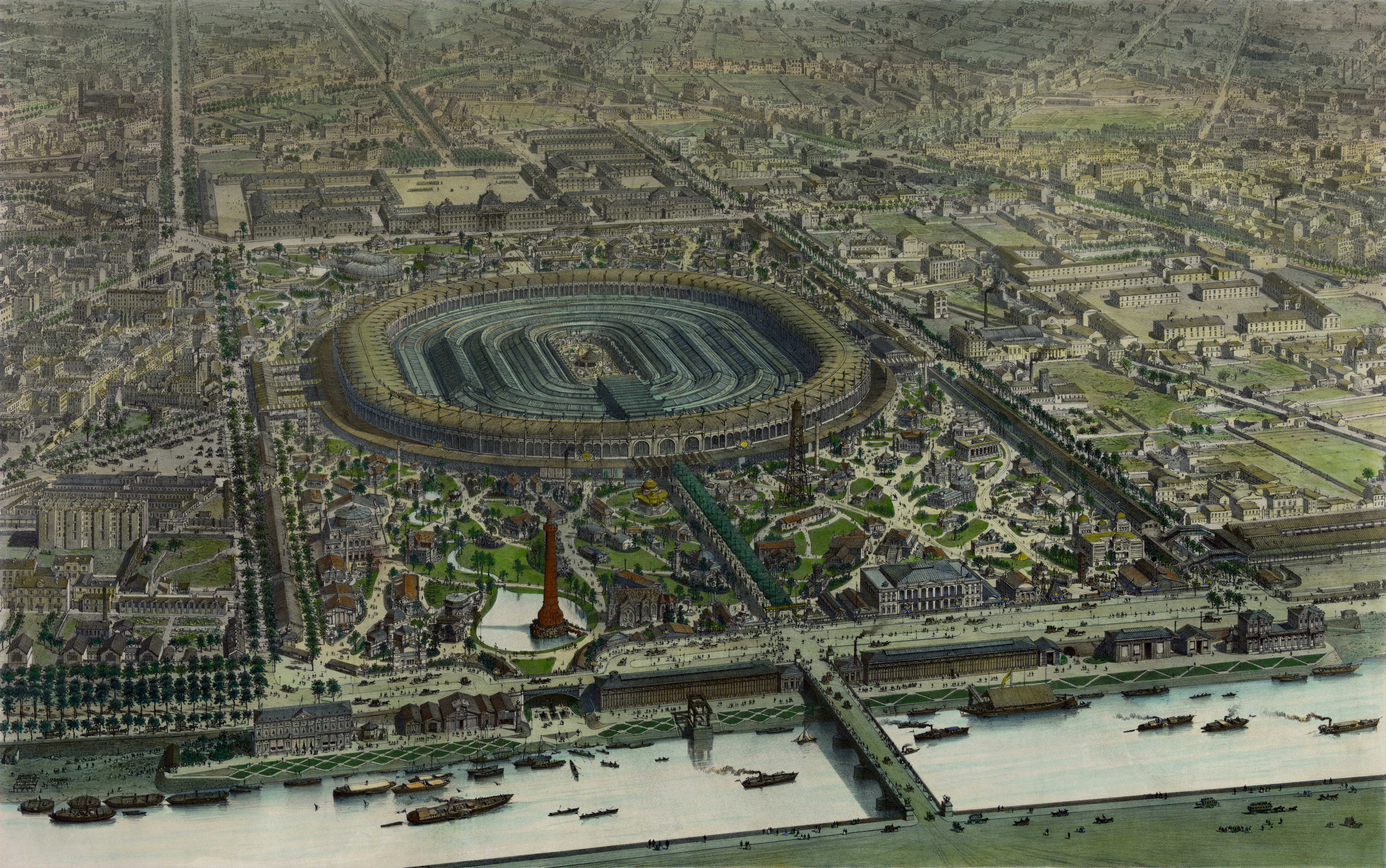
全体の鳥観図
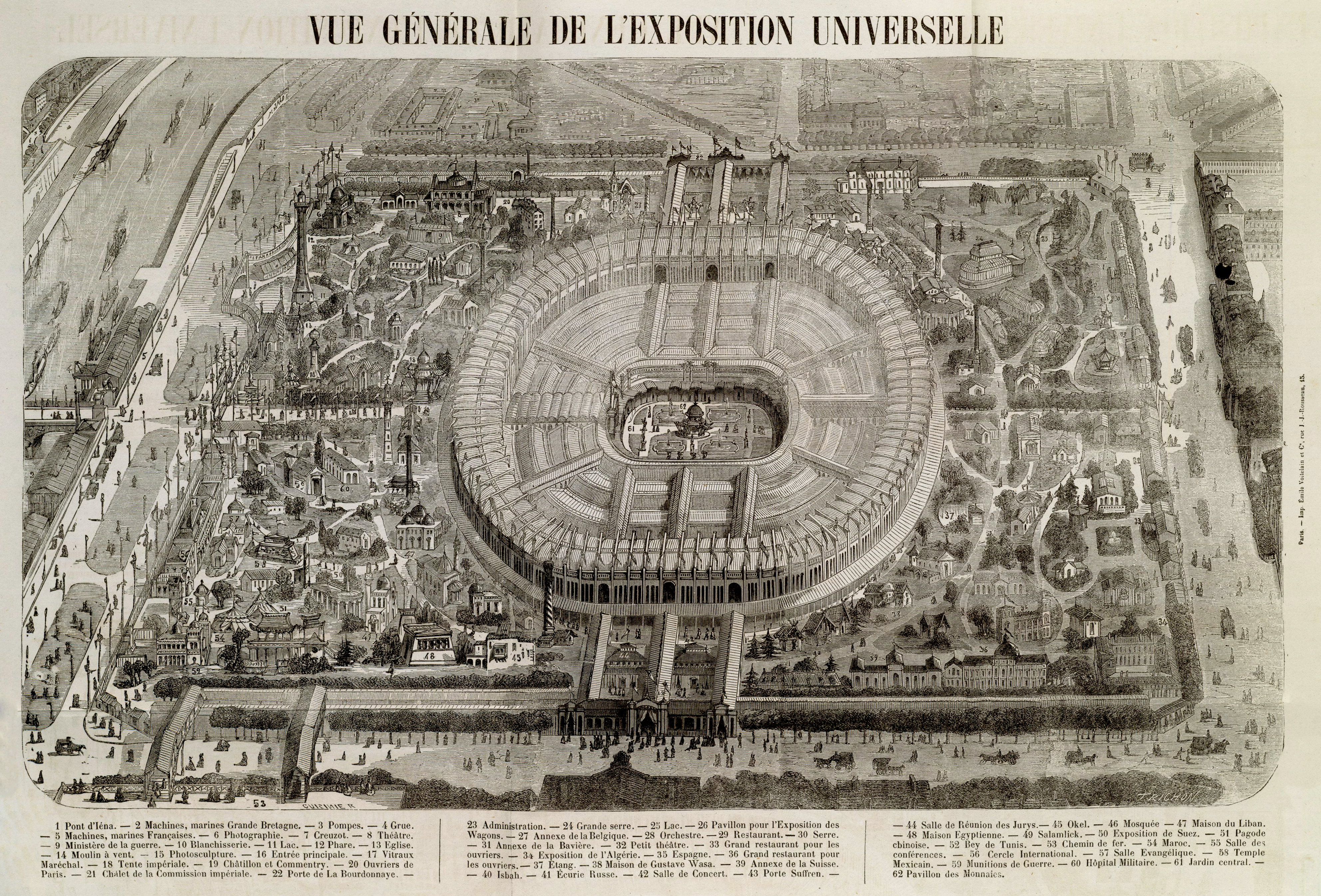
ほぼ真上から見た鳥瞰図

- 鳥観図（部分）
- 会場案内地図

パビリオン
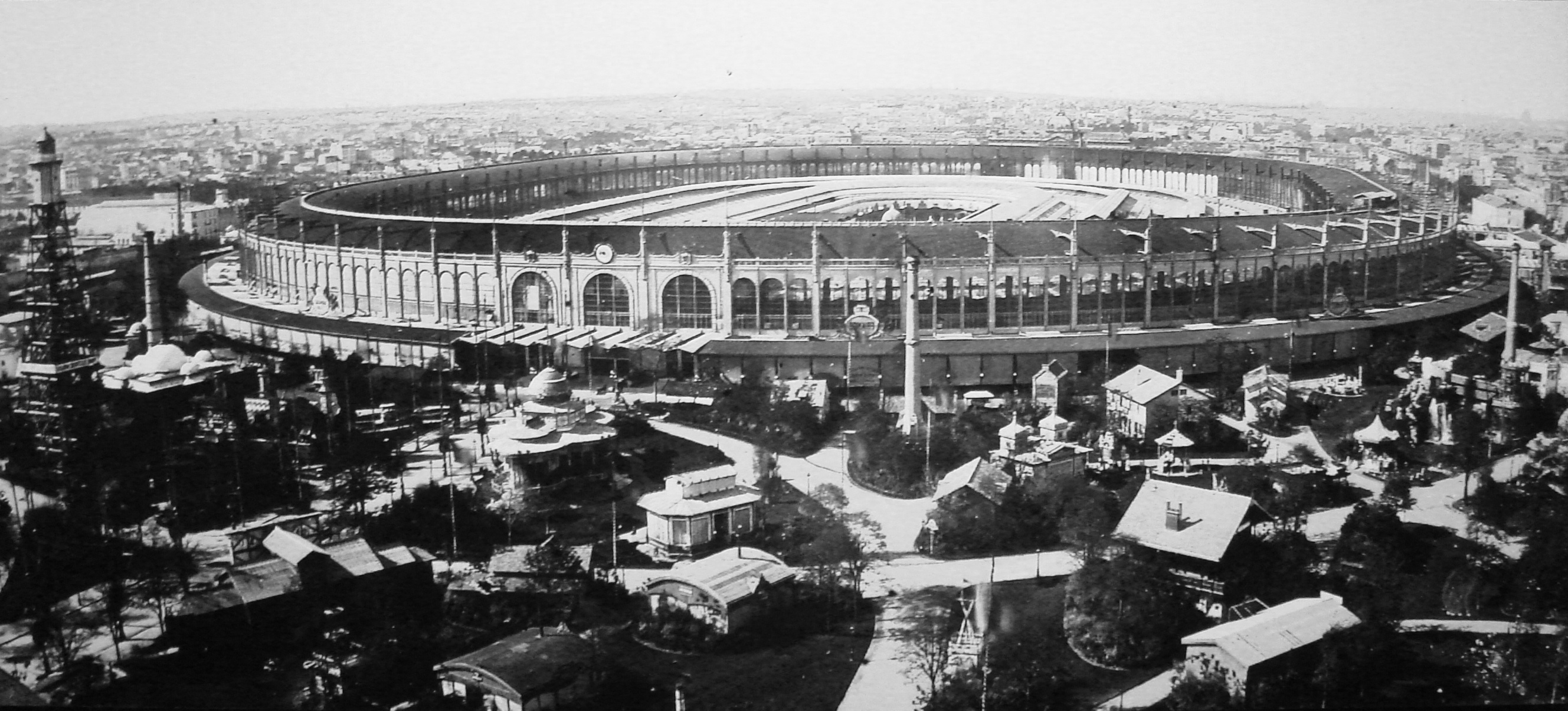
主会場とそれを取り囲む各国パビリオンなど
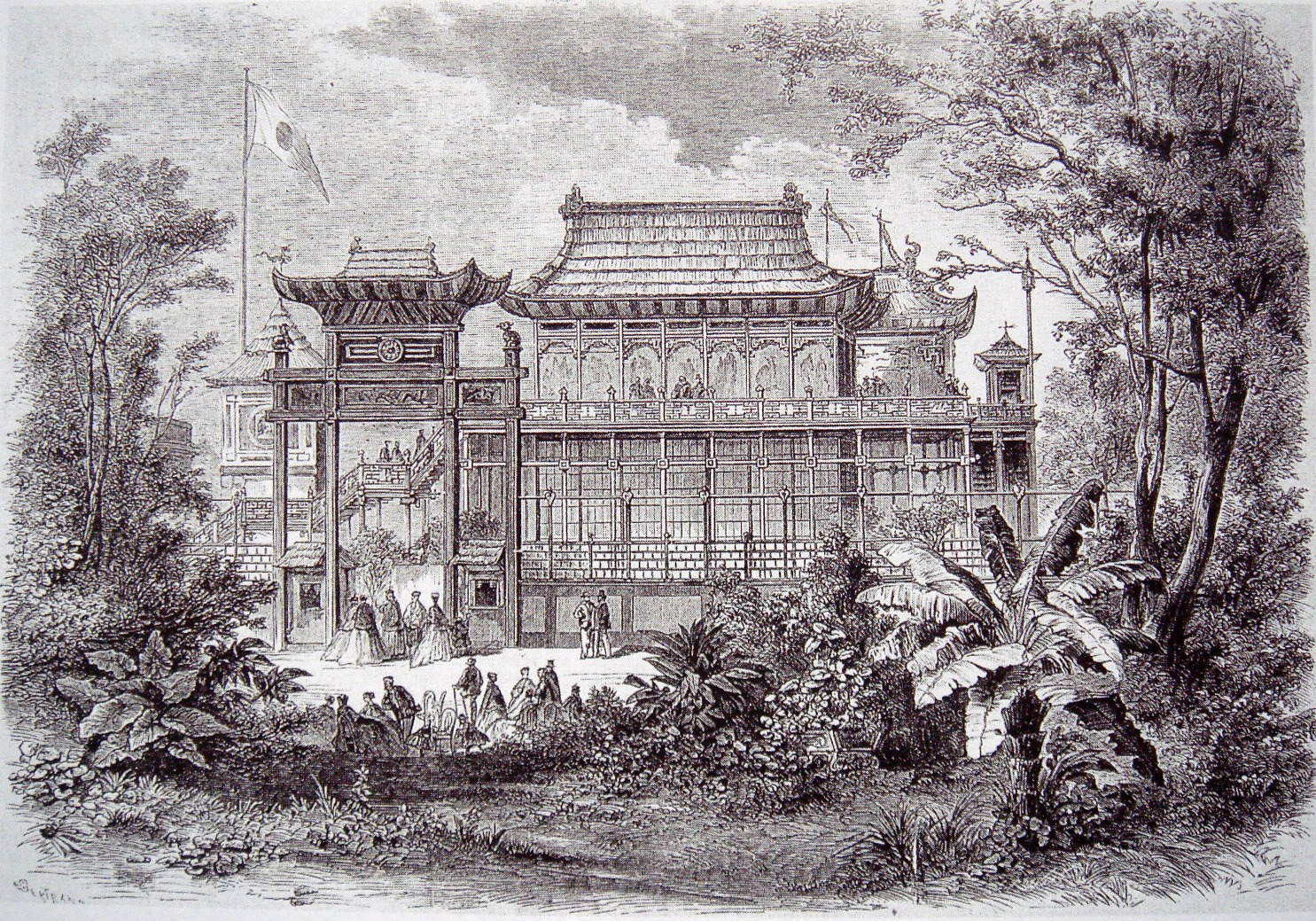
日本・中国合同パビリオン
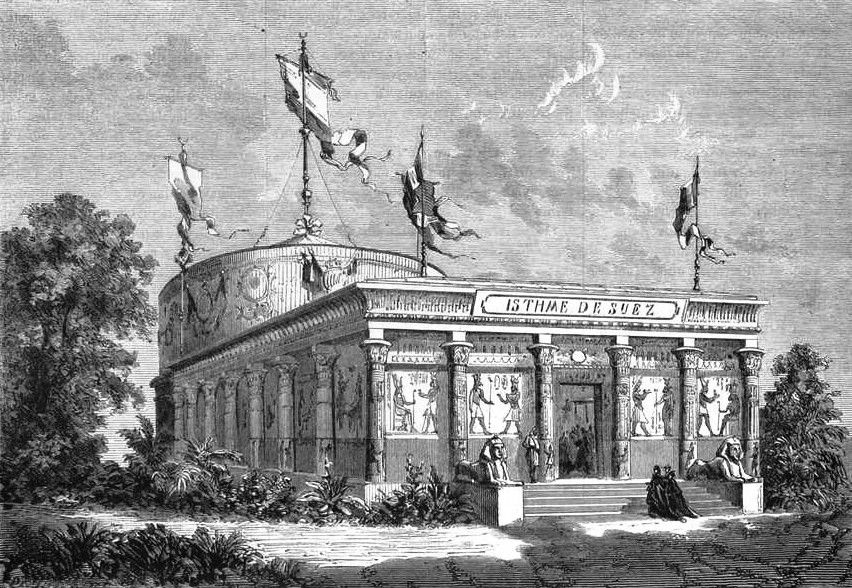
スエズのパビリオン

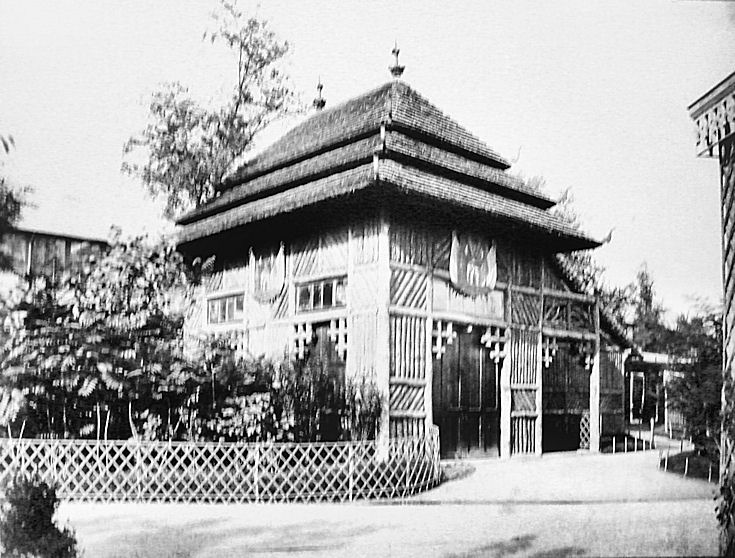
シャムのパピリオン
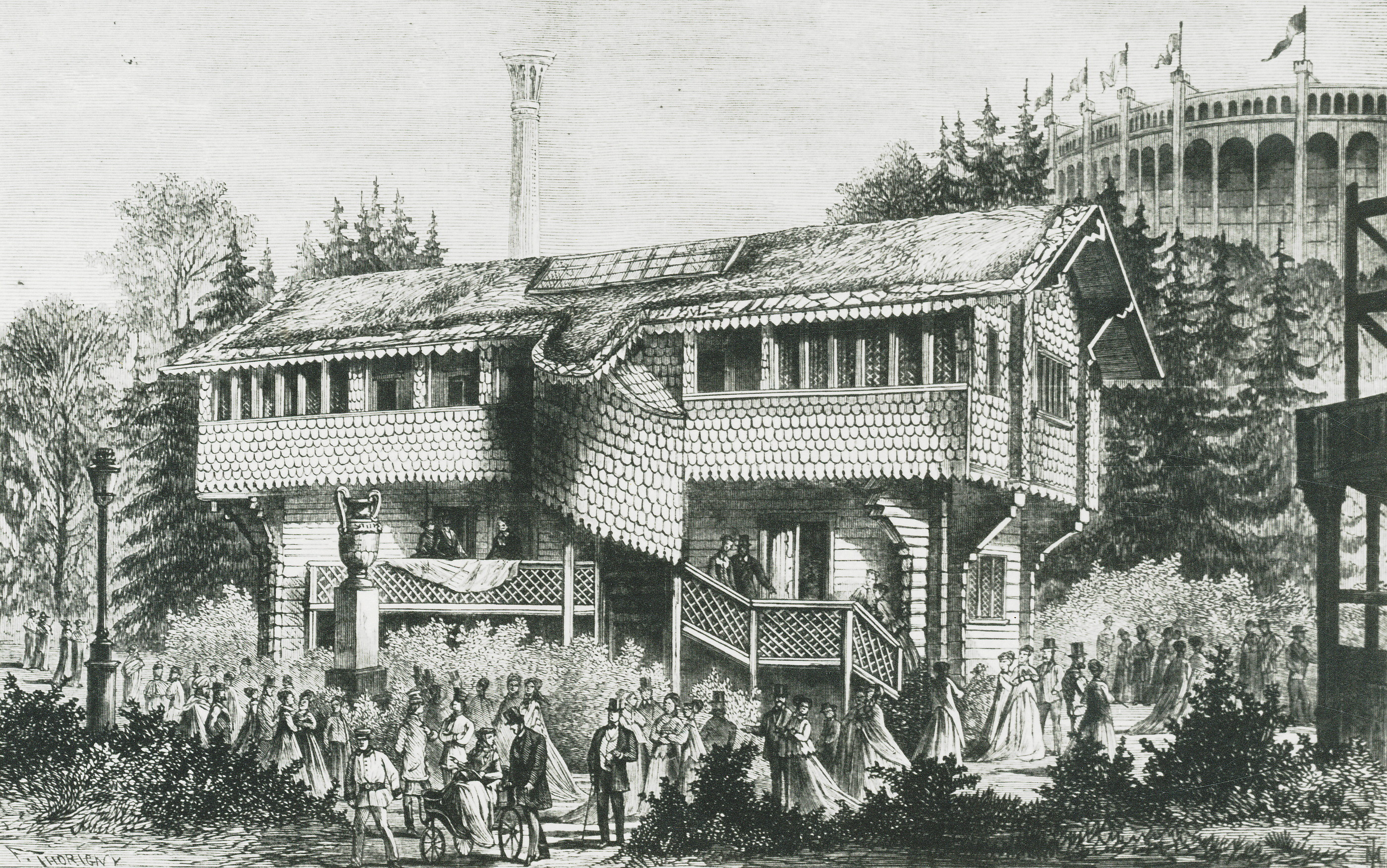
スウェーデン・ノルウェー合同パビリオン
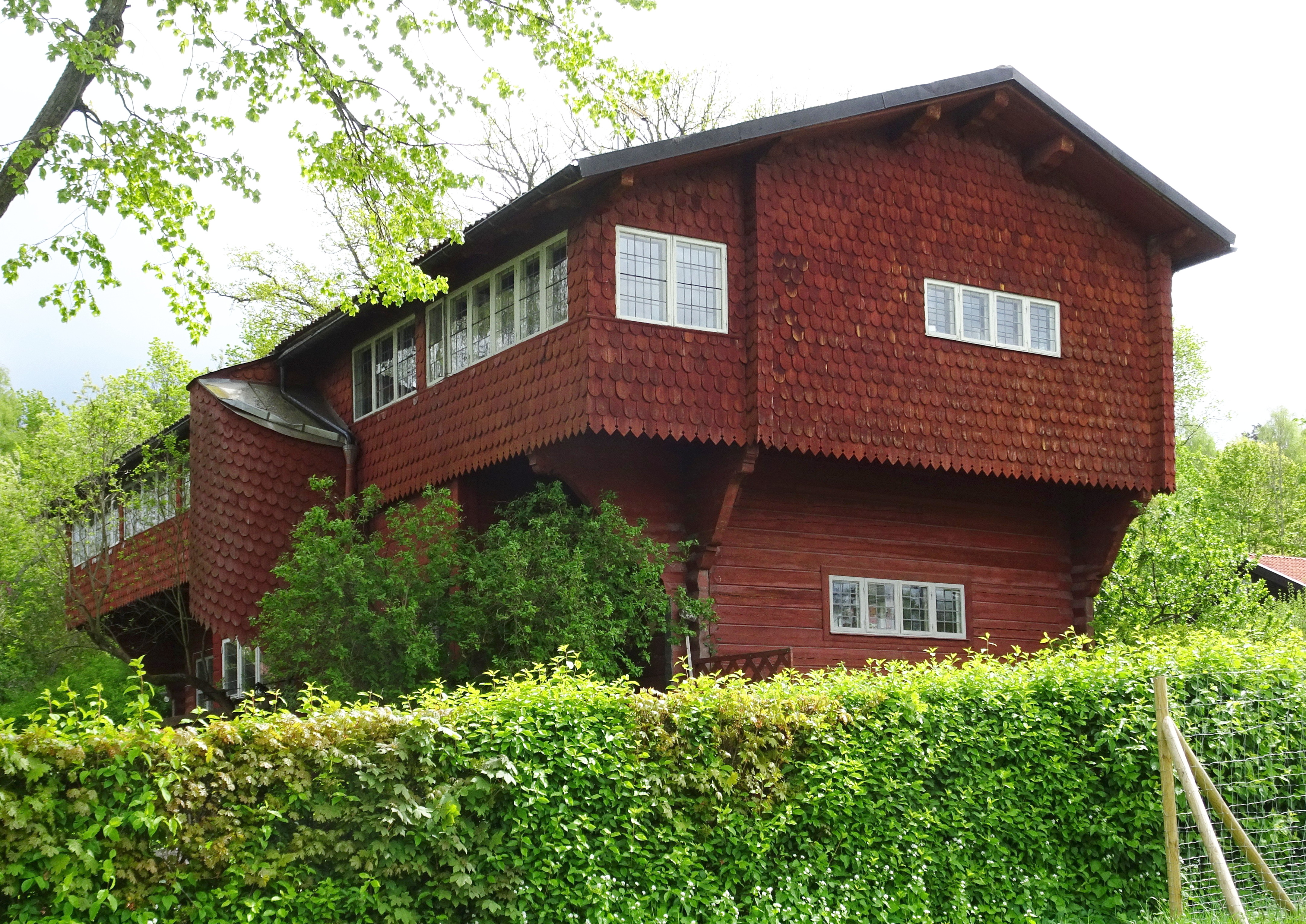
スウェーデンのソルナ市に復元移築されたスウェーデン・ノルウェー合同パビリオン

## 来賓

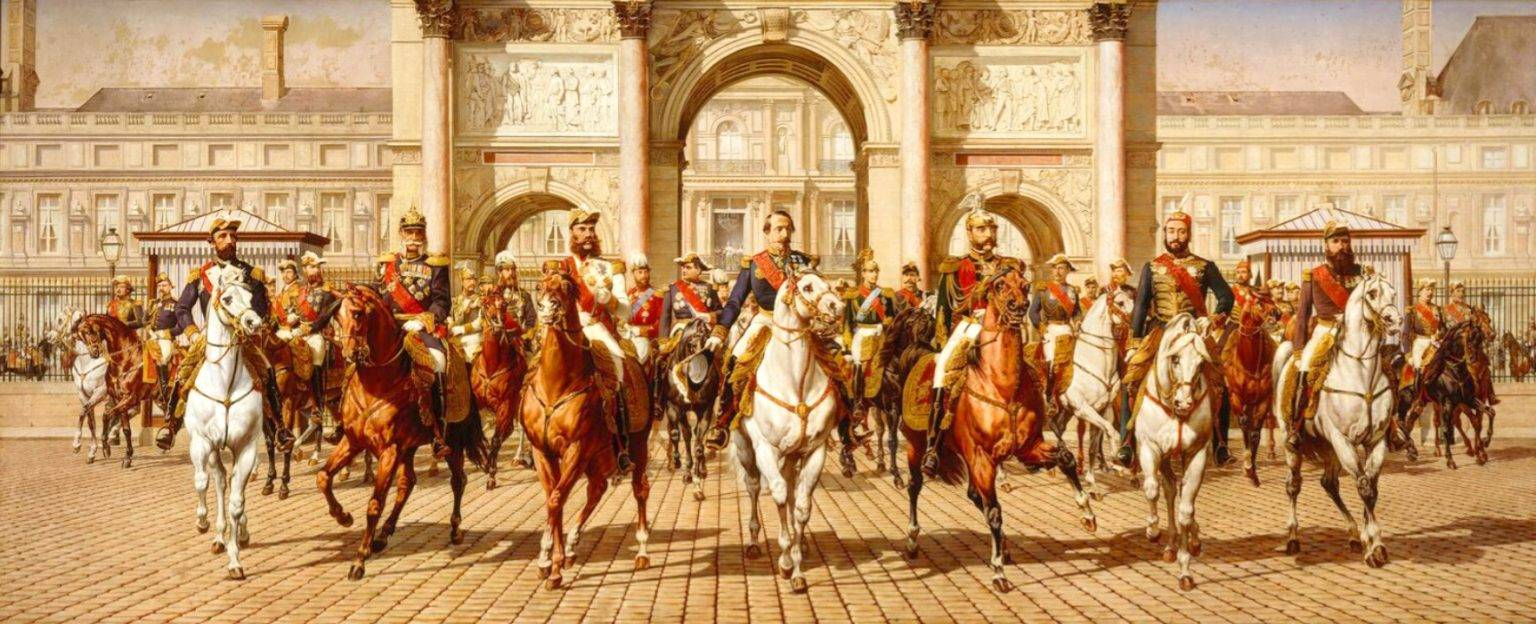
開会式に出席したヨーロッパなどの王侯
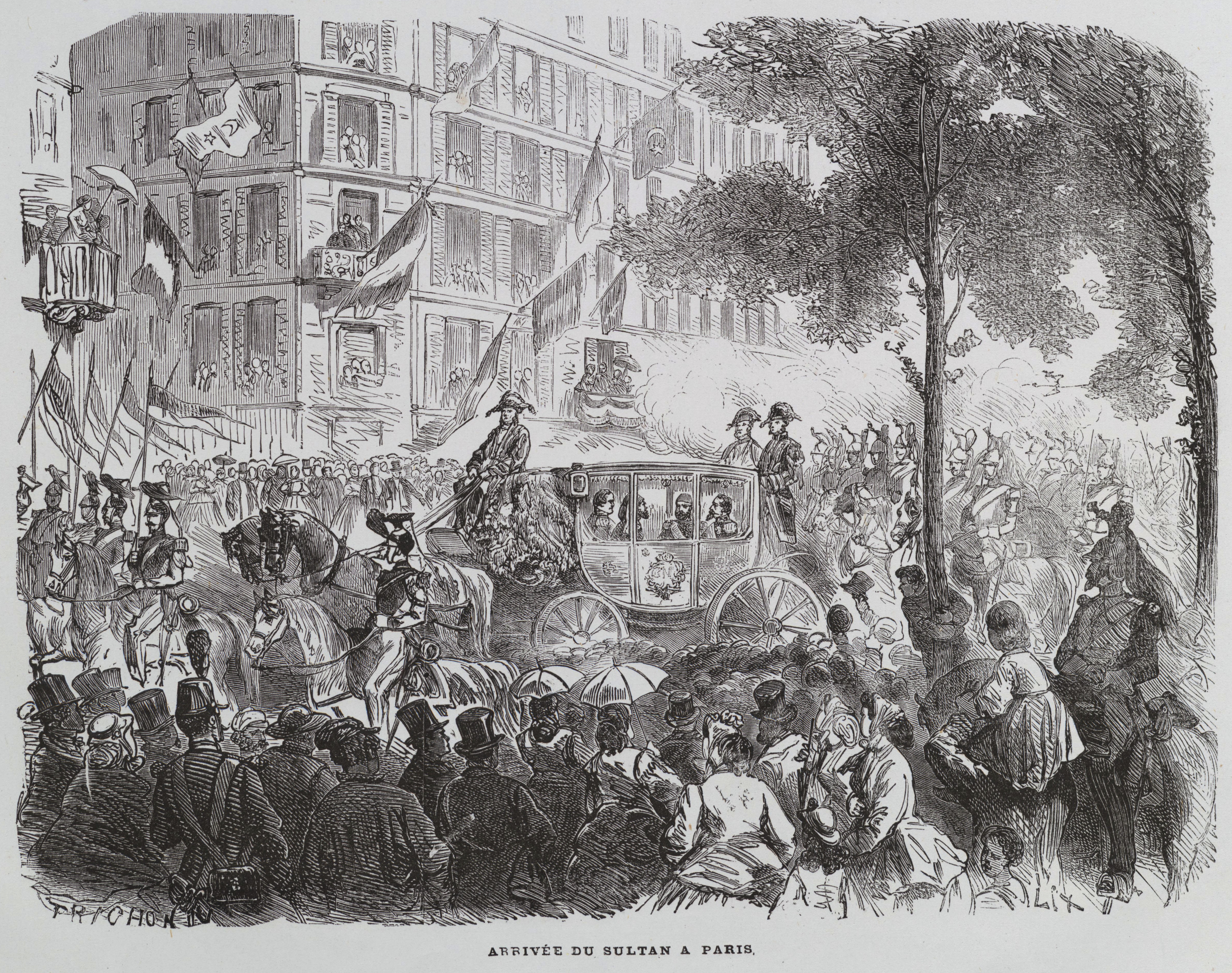
オスマン帝国のスルタンの来場

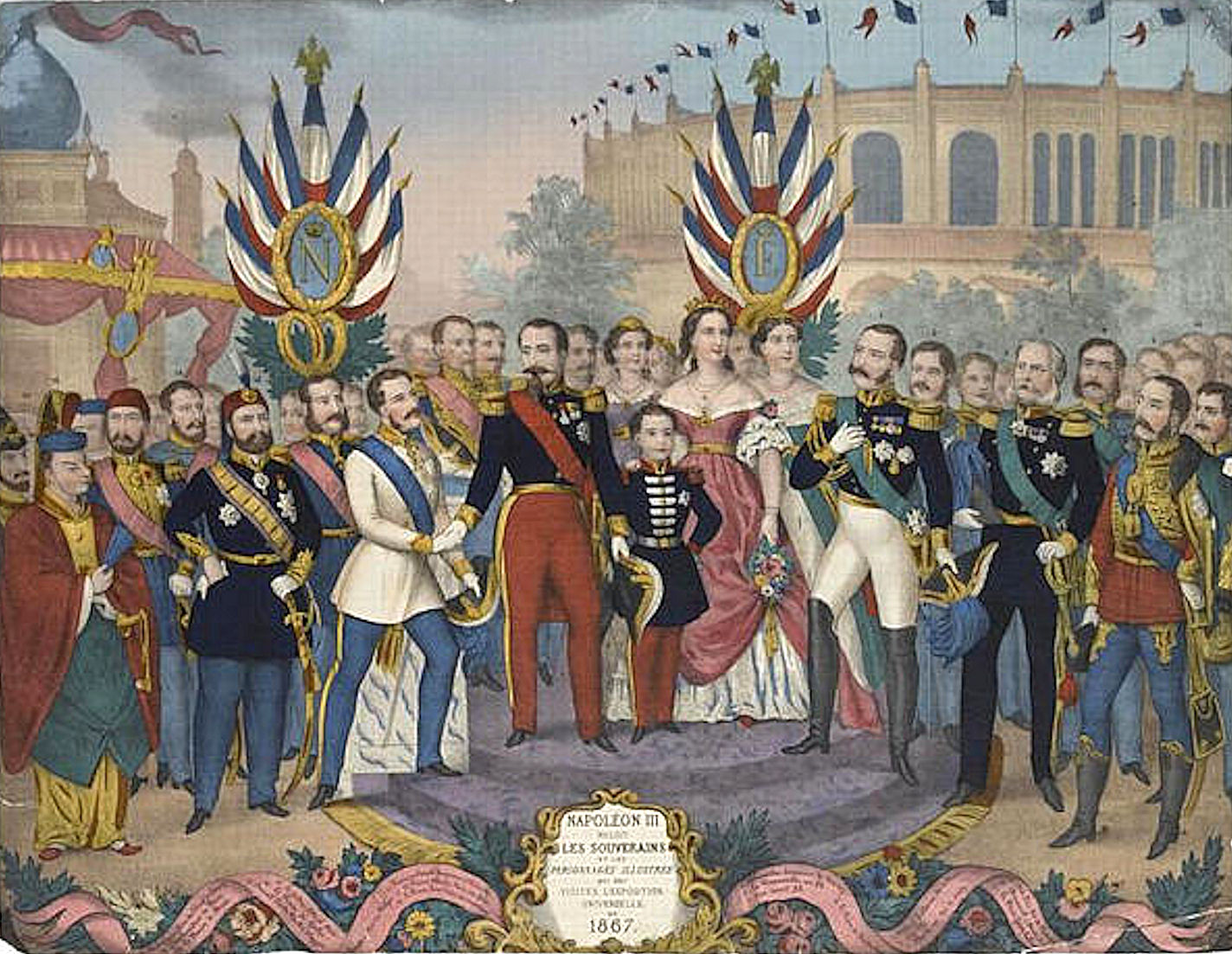
各国から来た人々を歓迎するナポレオン3世
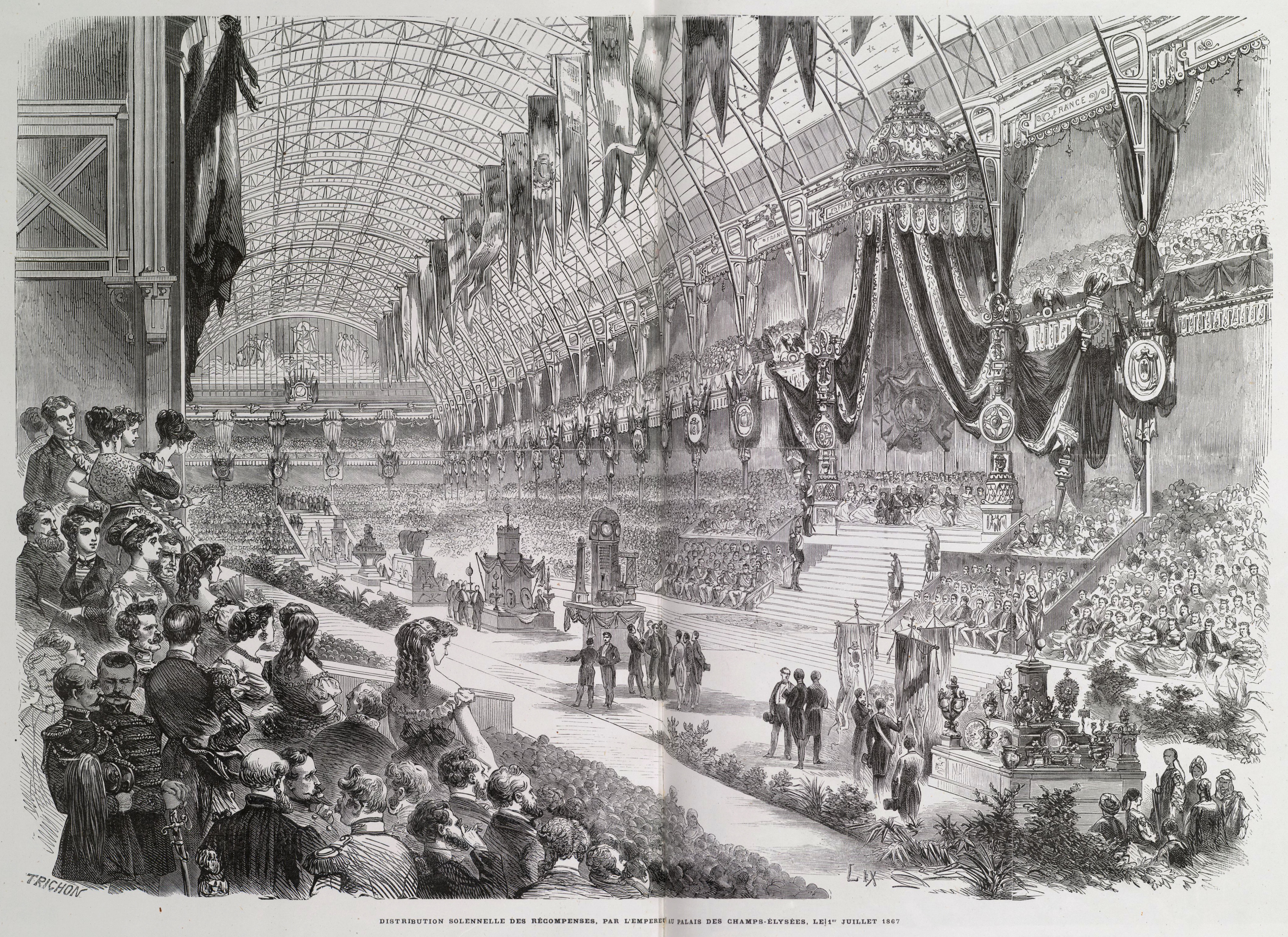
ナポレオン3世による授与式

## 日本の参加
日本からは、江戸幕府（日本大君政府）に加え、薩摩藩（薩摩琉球国太守政府）、佐賀藩（肥前大守政府）がそれぞれ別個に出展し、使節団を派遣した。幕府は日本で統一した出品を画策したが断念し、独自に使節団や勲章まで作った薩摩藩に抗議したが聞き入れられず、幕末の政争が如実に現れた万博となった。

### 江戸幕府
江戸幕府は、開成所の高橋由一・宮本三平らの油彩、北斎・国貞・芳幾・芳年らの浮世絵、銀象牙細工の小道具、青銅器・磁器、水晶細工などを出品したほか、
江戸・浅草の商人（清水卯三郎）が数寄屋造りの茶屋をしつらえた。3人の柳橋の芸者（おすみ、おかね、おさと）が独楽を回して遊んだり、煙管をふかしたりするだけの仕草が、物珍しさから、幕府や西南雄藩による公式展示以上の人気になったという。また、薩摩藩が独自の勲章を作ったことに影響を受け、幕府もフランスで勲章外交を行うために独自の勲章（葵勲章）の制作を開始したが、間もなく幕府は倒れ幻となった。
フランスへの親善使節として、将軍徳川慶喜の弟で御三卿・清水家当主の徳川昭武（民部大輔、当時15歳）を使節団長（名代）に、向山一履・栗本鋤雲両外国奉行や保科正敬(保科俊太郎)歩兵頭並、昭武守役の山高石見守や昭武が清水家相続前から近侍の攘夷派からなる水戸藩藩士、家老の海老名季昌や横山常守ら会津藩藩士からなる総勢25名に派遣を命じた。使節団は親善のほか、昭武や青年らの留学が目的であり、留学生は追加を含めて帰国時には32名を数えた。使節団の訪仏は、幕府内に親仏派を作りたいフランス公使レオン・ロッシュが熱心に幕府へ働きかけて決定され、ロッシュの部下の宣教師メルメ・カションが担当しレオン・デュリー在長崎フランス領事が同行した。一方で、帰省のため同船した英国公使館の通訳・案内係アレクサンダー・フォン・シーボルトは、イギリス政府の意向をもって親仏派崩しを画策した。
幕府派遣の使節団一行は、1867年2月15日フランス帝国郵船アルへー号で横浜を発ち、同年4月3日にマルセイユ到着。使節団は滞仏中に万博へ出席したほか、フランス皇帝ナポレオン3世に謁見。観劇や競馬観戦、病院視察などを行い、昭武らは数名は同年9月4日より、スイス、オランダ、ベルギー、イタリア、イギリスを訪問して国王らに謁見した。昭武や幕府派遣留学生は数年の留学を予定していたが、翌1868年1月に大政奉還の報に接したため、使節団は10月19日に離仏、12月16日横浜に帰国した。
この訪仏での見聞の記録を、栗本鋤雲は『暁窓追録』に、渋沢栄一と杉浦譲は『航西日記』と題して、帰国後に出版した。

#### 往路での徳川昭武付添役の面々
| 役職                       | 氏名               | 生没年    | 1867年時年齢 （数え年） | 備考         |
| -------------------------- | ------------------ | --------- | ----------------------- | ------------ |
| 御勘定奉行格外国奉行       | 向山隼人正（一履） | 1826-1897 | 42歳                    |              |
| 御作事奉行格御小姓頭取     | 山高石見守（信離） | 1842-1907 | 26歳                    |              |
| 歩行奉行                   | 保科俊太郎(正敬)   | 1842-1883 | 26歳                    |              |
| 外国奉行支配組頭           | 田辺太一           | 1831-1915 | 37歳                    | 公使館書記官 |
| 外国奉行支配調役           | 日々野清作         |           |                         |              |
| 外国奉行支配調役           | 杉浦愛蔵（譲）     | 1835-1877 | 33歳                    |              |
| 外国奉行支配調役並出役     | 生島孫太郎         |           |                         |              |
| 御儒者次席翻訳方頭取       | 箕作貞一郎(麟祥)   | 1846-1897 | 22歳                    |              |
| 通弁御用                   | 山内六三郎(堤雲)   | 1838-1923 | 30歳                    |              |
| 大御番格砲兵差図役頭取勤方 | 木村宗三           |           |                         | 一橋家臣     |
| 御勘定格陸軍付調役         | 渋沢篤太夫（栄一） | 1840-1931 | 28歳                    | 一橋家臣     |
| 小姓頭取                   | 菊池平八郎         | 1839-1890 | 29歳                    | 水戸藩士     |
| 小姓頭取                   | 井坂泉太郎         | 1835-1897 | 33歳                    | 水戸藩士     |
| 奥詰                       | 加治権三郎         | 1839-1871 | 29歳                    | 水戸藩士     |
| 奥詰                       | 皆川源吾           | 1836-1868 | 32歳                    | 水戸藩士     |
| 奥詰                       | 大井六郎左衛門     | 1834-1870 | 34歳                    | 水戸藩士     |
| 奥詰                       | 三輪端蔵           | ?-1895    |                         | 水戸藩士     |
| 奥詰                       | 服部潤次郎         | 1833-1906 | 35歳                    | 水戸藩士     |
| 奥詰医師                   | 高松凌雲           | 1837-1916 | 31歳                    |              |
| 大砲差図役勤方             | 山内文次郎(勝明)   | 1848-1912 | 20歳                    |              |

### 薩摩藩
薩摩藩は、二度の訪日経験があり薩摩藩士のフランス留学を世話していたシャルル・ド・モンブラン伯爵の仲裁で、幕府と別個に展示館を設けた。展示館では、琉球の産物や薩摩焼、漆器、扇子、煙草など100種類以上の産物を約400箱出品されたほか、コンプラ瓶に詰めた状態で日本から運ばれた焼酎も出品された。さらに、モンブラン伯爵の発案で日本初の勲章「薩摩琉球国勲章」を作成し、ナポレオン3世などフランスの高官に授与するなど、薩摩藩は幕府と別の独立国のように振舞った。
さらに、家老の岩下方平（岩下佐治右衛門）が全権大使（使節団長兼博覧会御用）として派遣され、関連する史料が現存する。

### 佐賀藩
佐賀藩は、西洋文明の吸収と特産品の売込み・営業を目的に参加した。展示館では陶磁器（伊万里焼・唐津焼など）や白蝋、和紙、茶など領内の特産品を多数出品し、会場で購入された陶磁器はセーブルにある国立陶芸美術館に収蔵された。
さらに、佐野常民を団長に、藤山種廣ら5人の使節団を派遣したほか、イギリス滞在中の石丸安世もパリで使節団に合流した。万博会場で佐野は赤十字社の活動を知り、1877年（明治10年）の西南戦争で博愛社（後の日本赤十字社）を創設するきっかけになったほか、1873年のウィーン万国博覧会にも派遣され「博覧会男」の異名を得ることになった。また、佐野は蒸気船購入交渉の特命を受けており、オランダでスループ「日進」の購入契約を締結した後、1868年に帰国した。
出品カタログが佐賀県立博物館に展示されているほか、国立陶芸美術館の収蔵品や使節団の作成資料などの未公開資料が万博から150年となる2017年（平成30年）に佐賀県立佐賀城本丸歴史館で展示された。

日本の展示
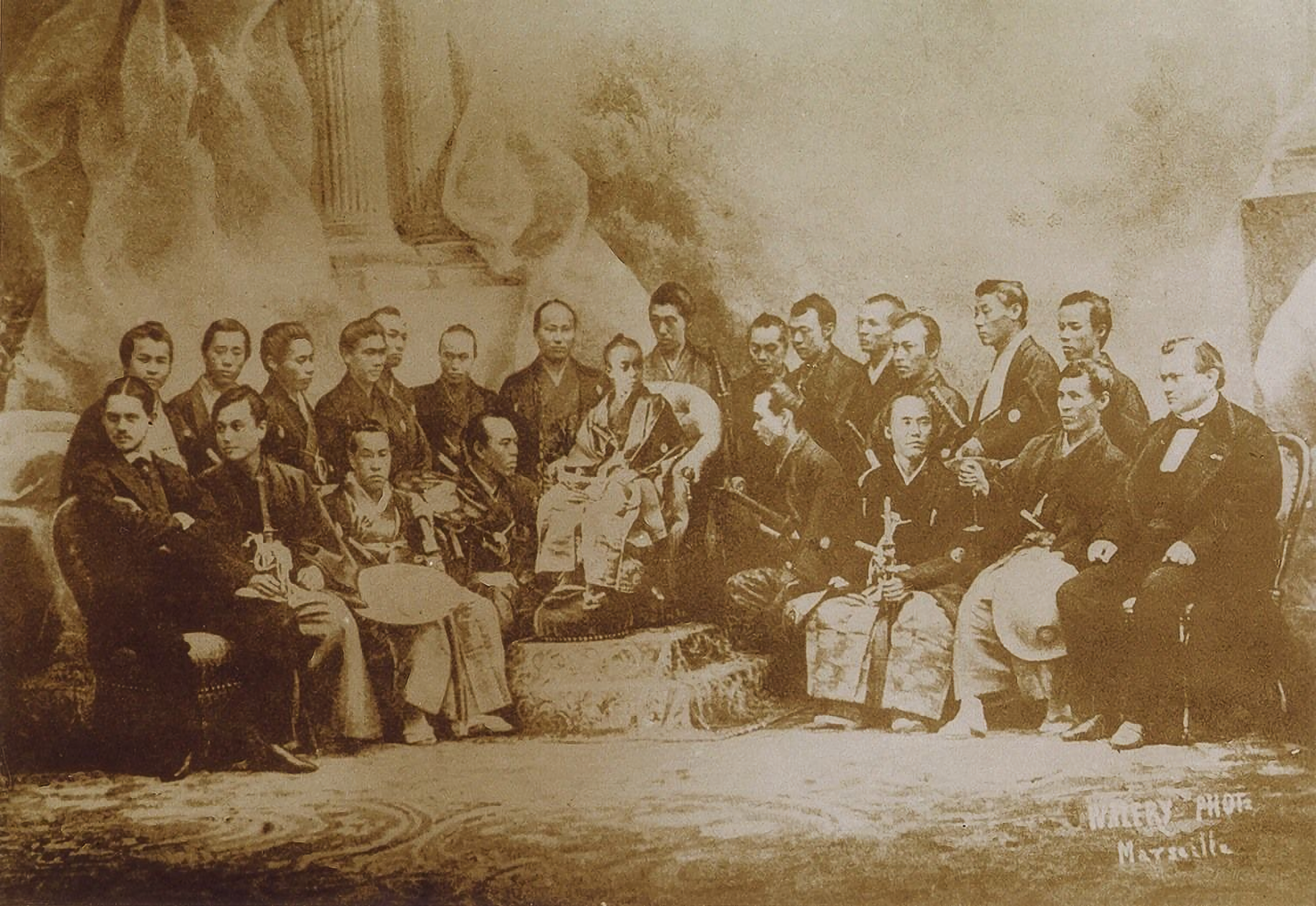
幕府の派遣団
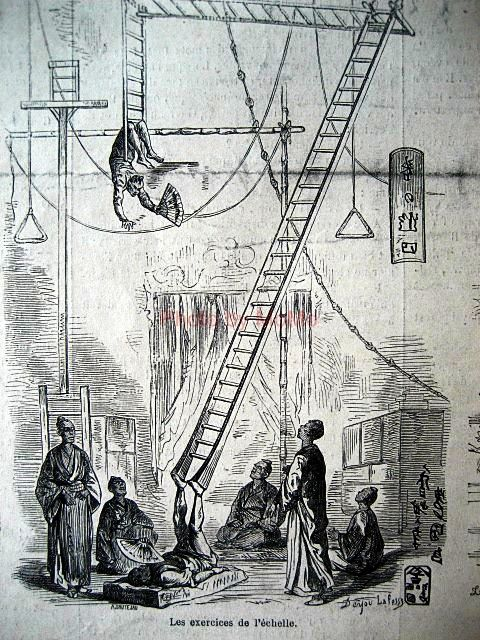
万博に参加した日本の軽業師の練習風景
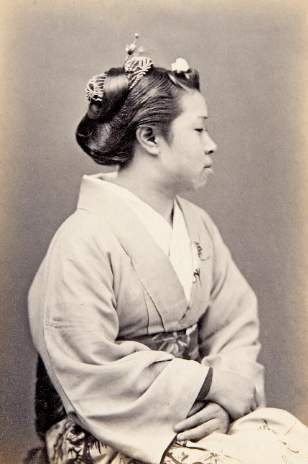
会場内の日本茶屋で働いた芸者のおすみ
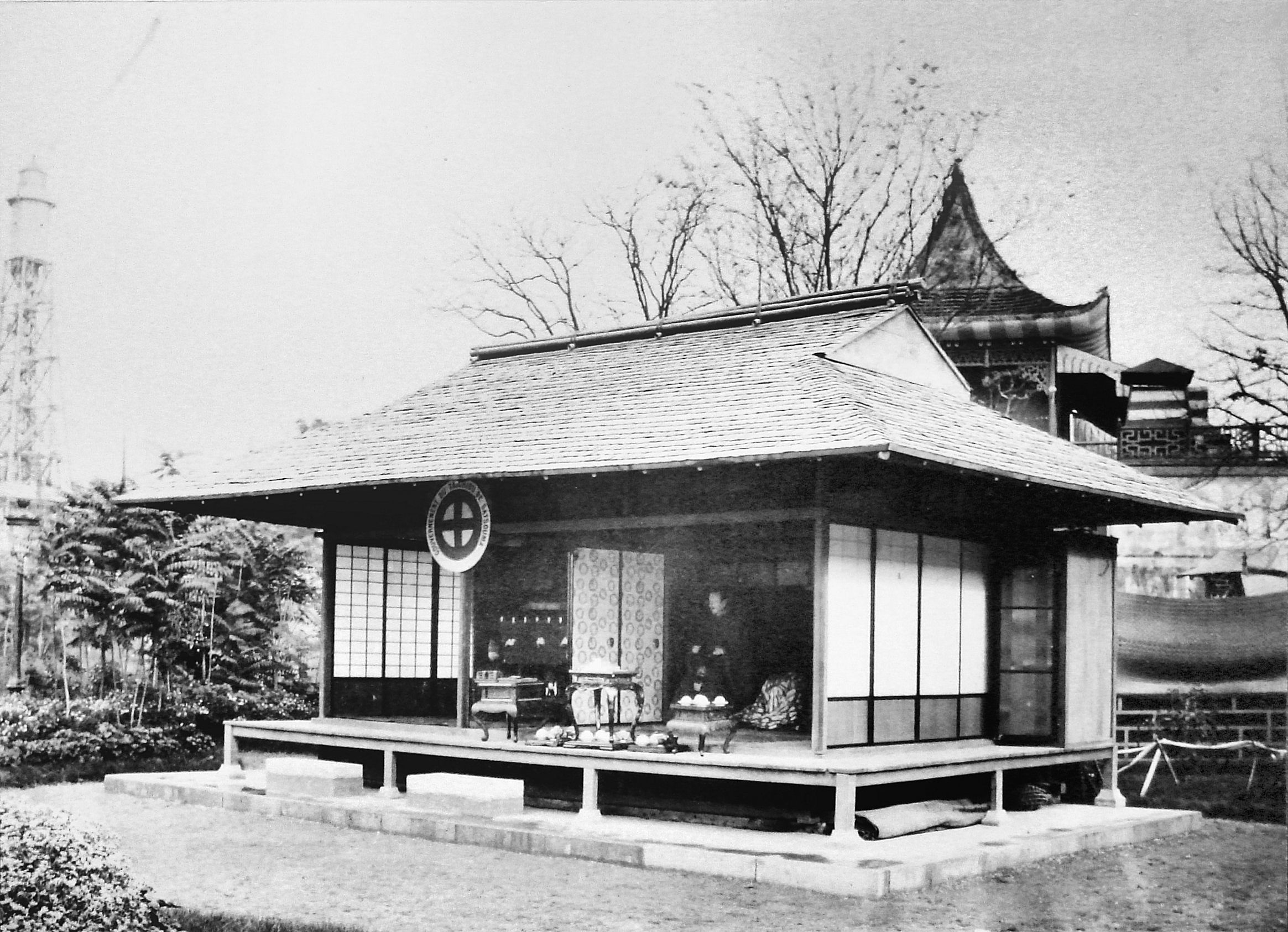
薩摩藩の展示館
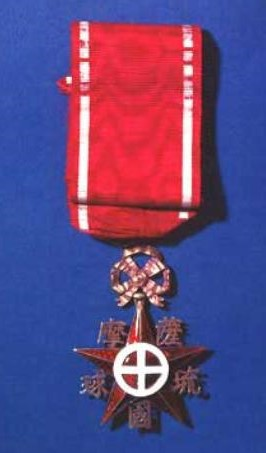
薩摩藩が独自に作成した日本初の勲章「薩摩琉球国勲章」
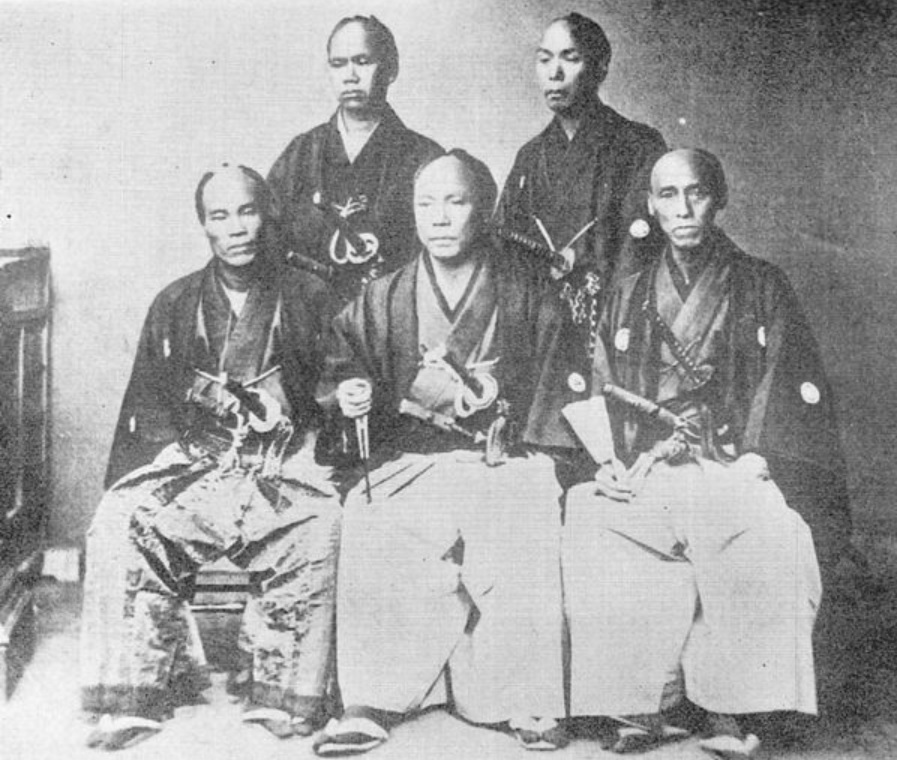
佐賀藩の使節団 後列左が藤山種廣
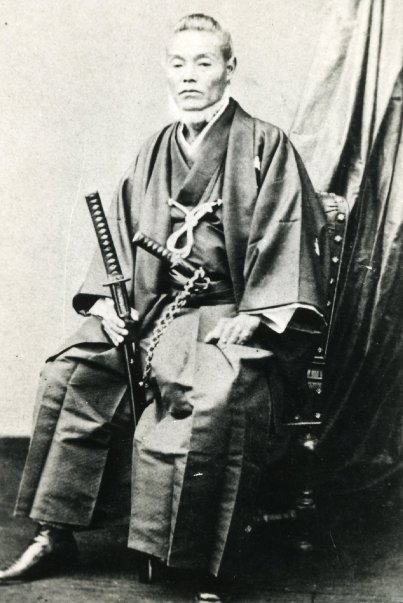
パリで撮影された岩下方美の写真

## 各国の展示の様子

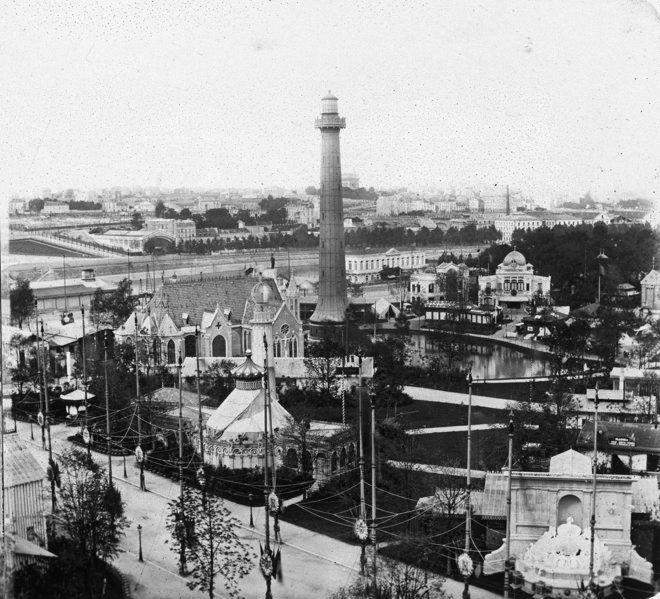
会場外景
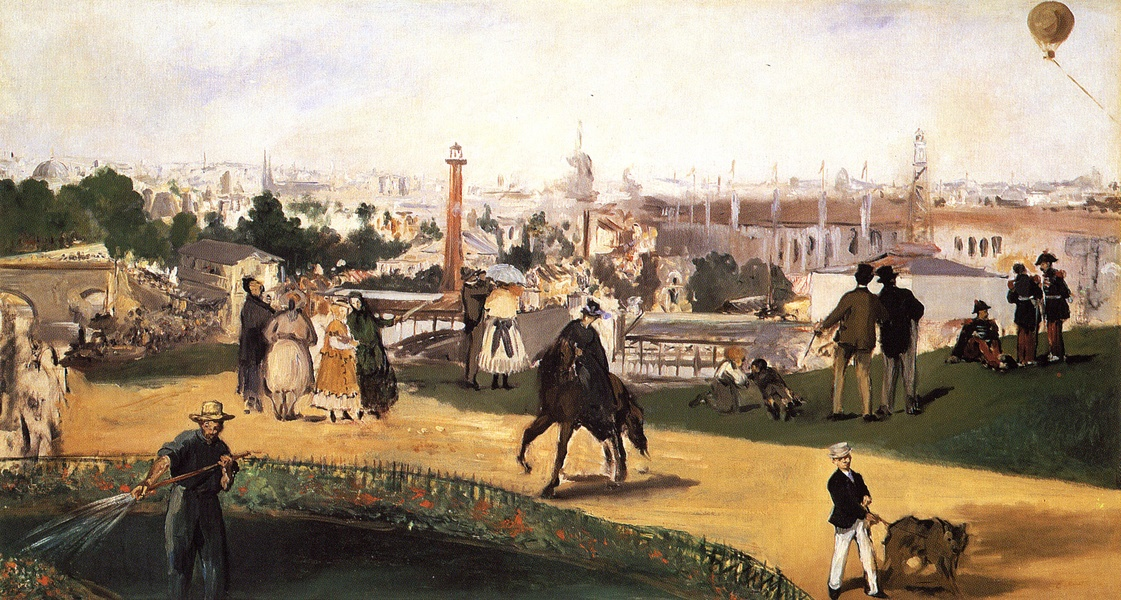
画家のマネによる博覧会の風景画
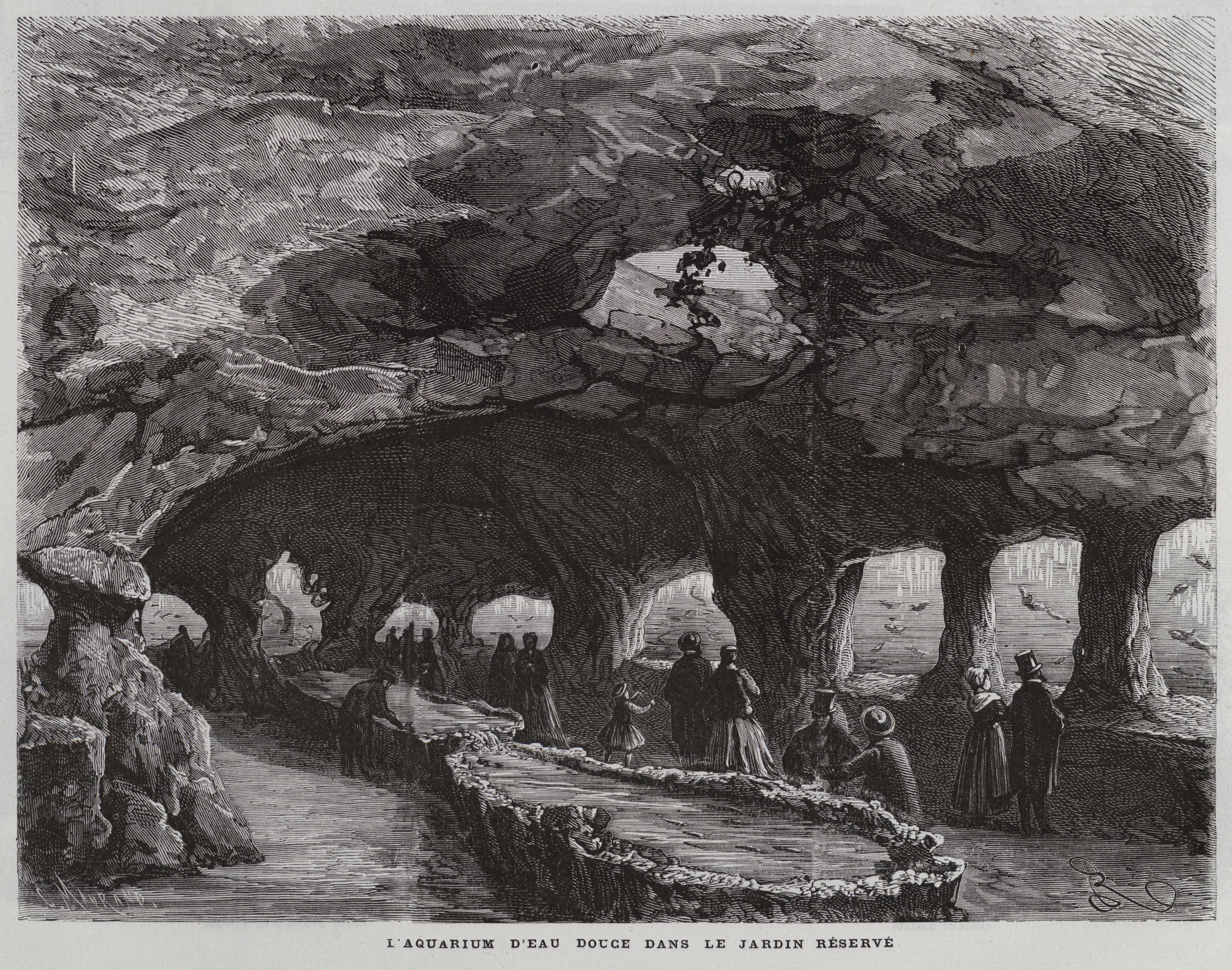
水族館の内部

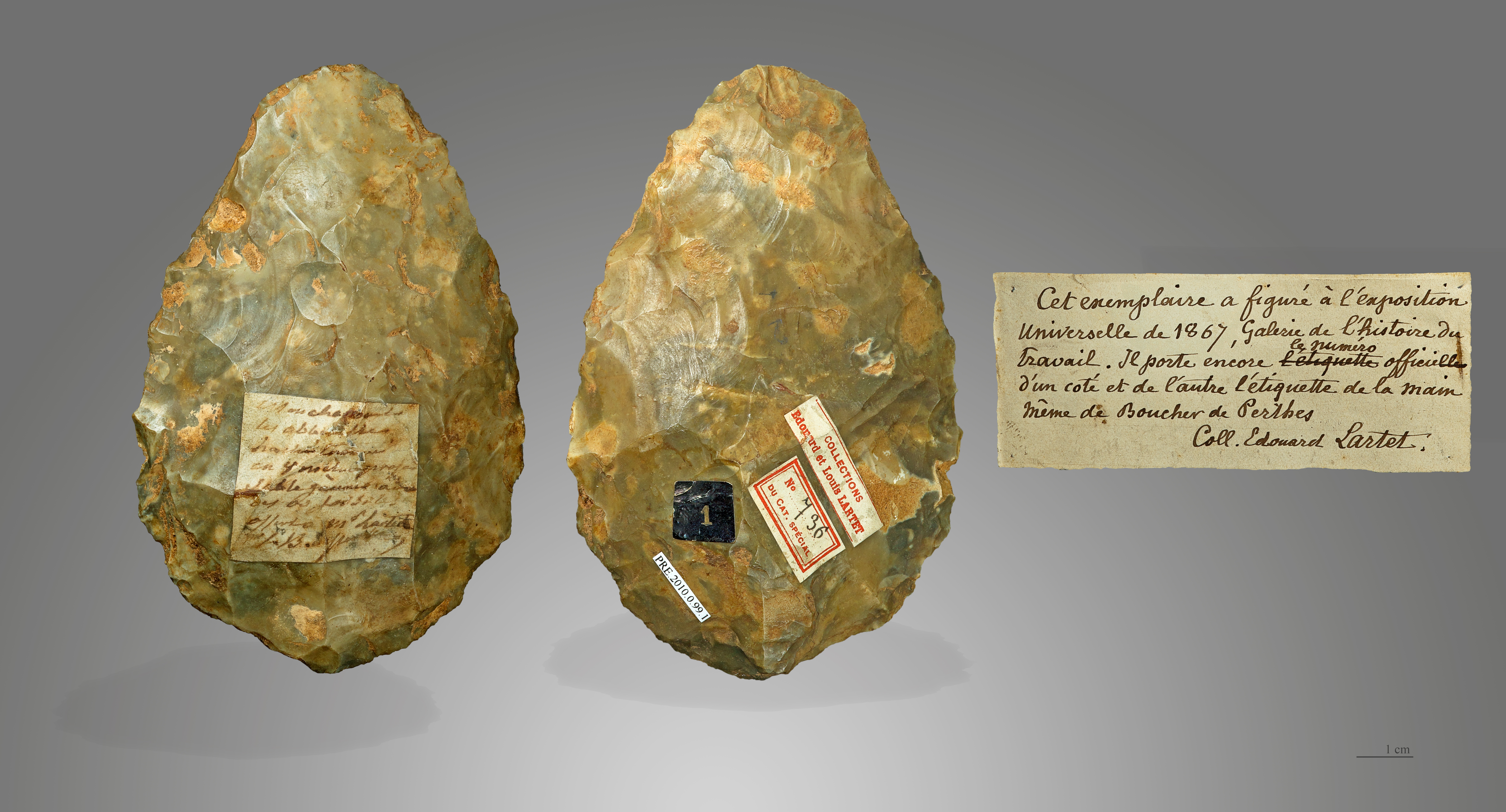
石斧
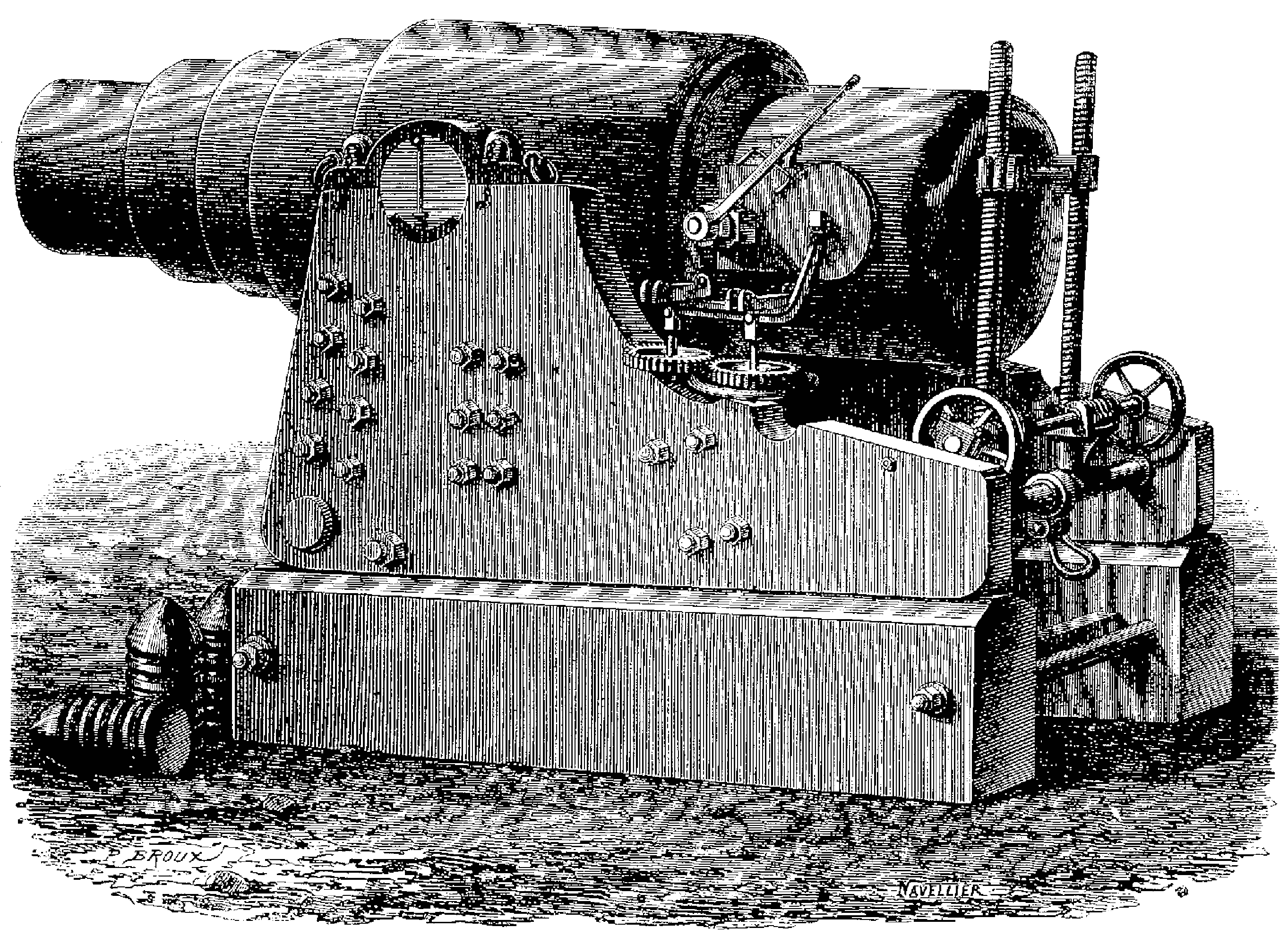
大砲
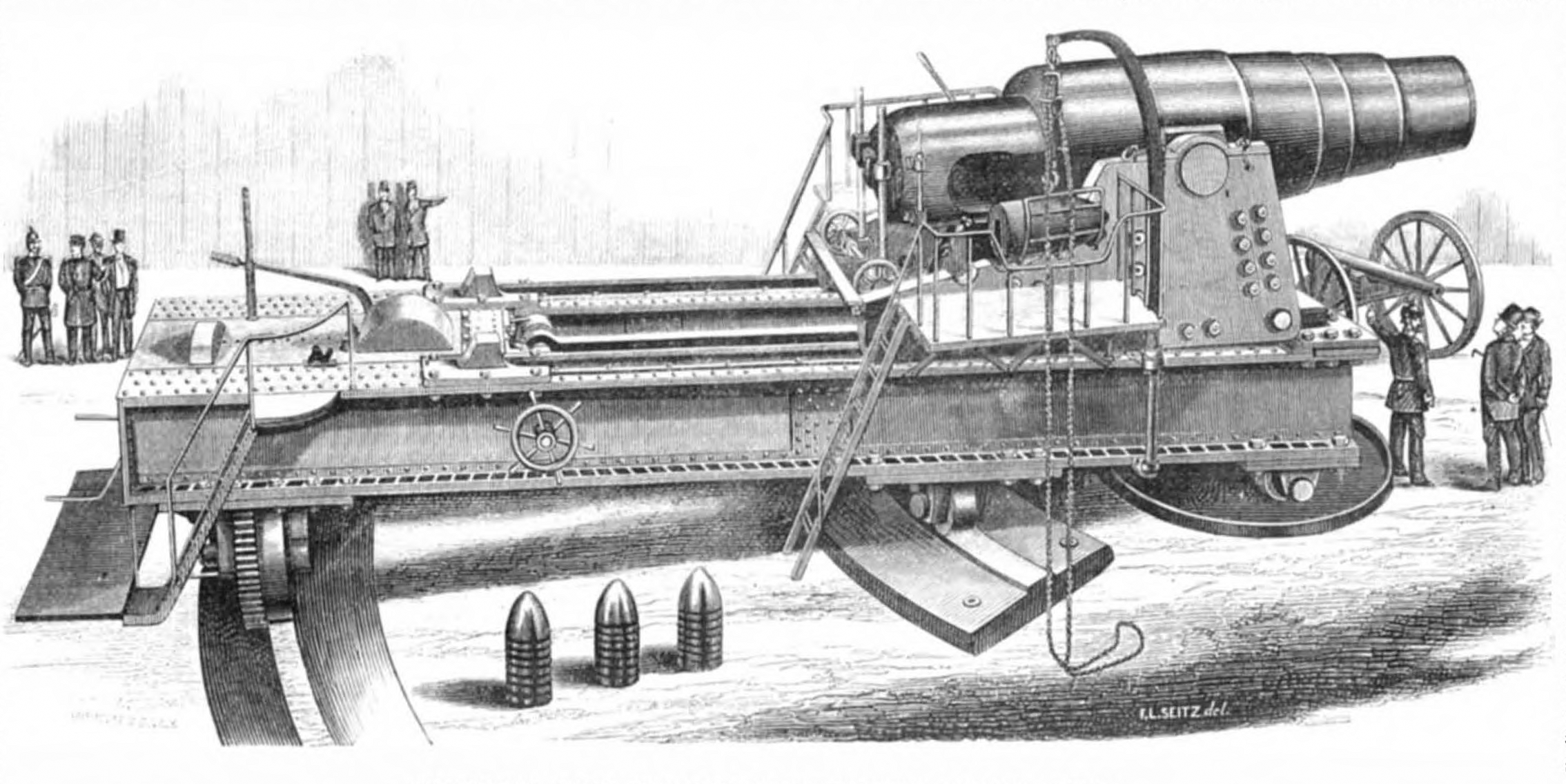
アルフレート・クルップの大砲

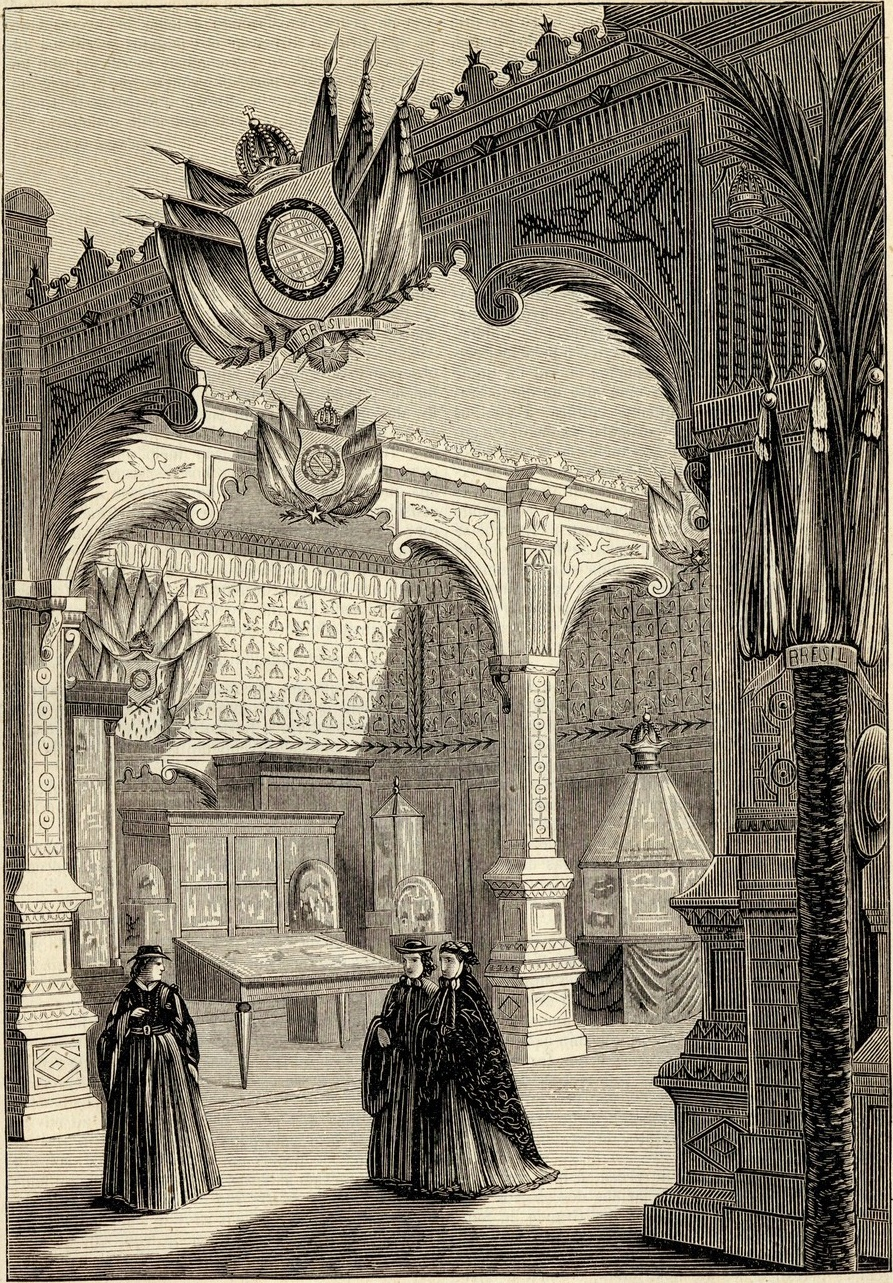
展観する人々
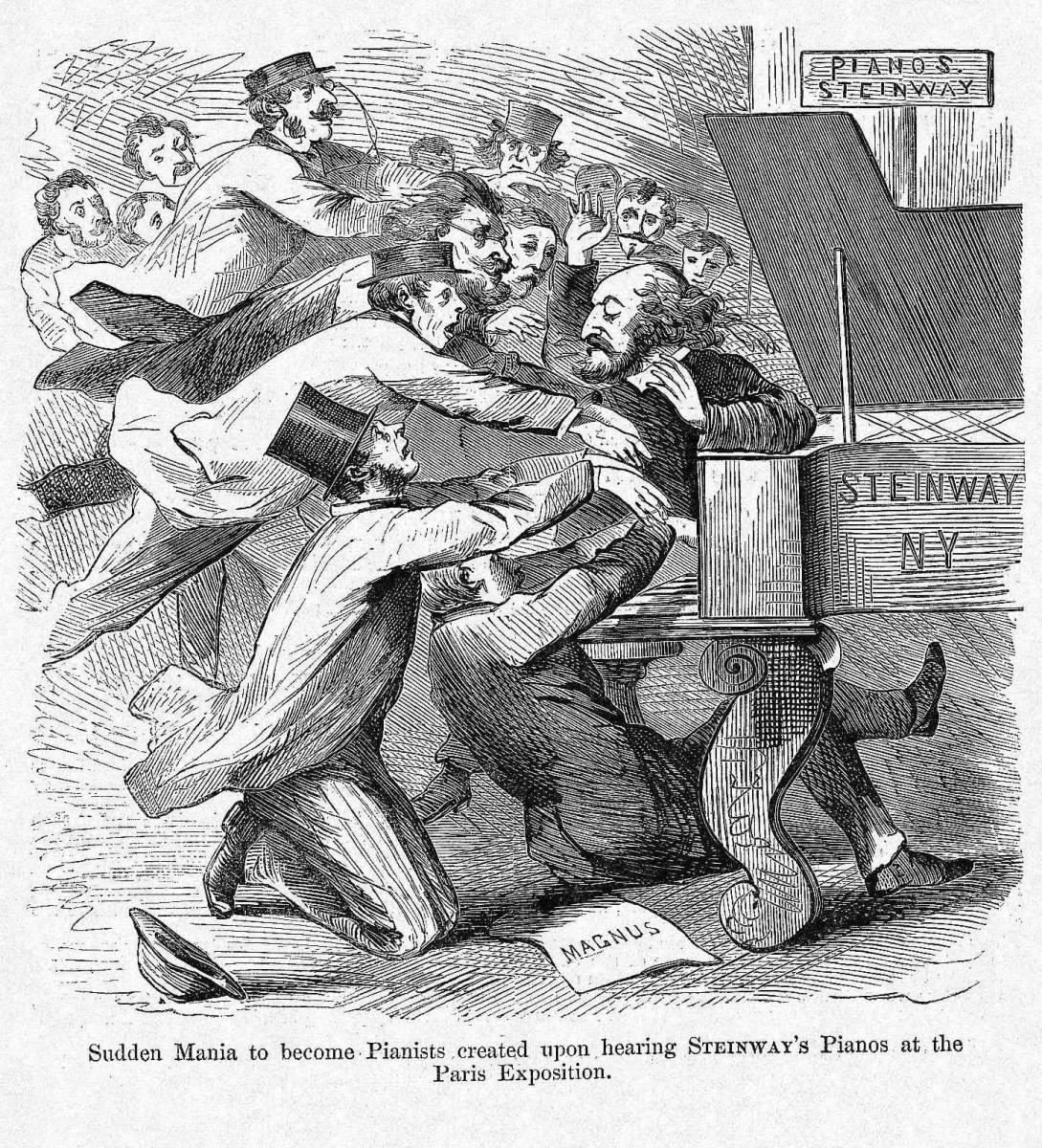
スタインウェイ製のピアノに熱狂し、ピアニストになりたがる人々
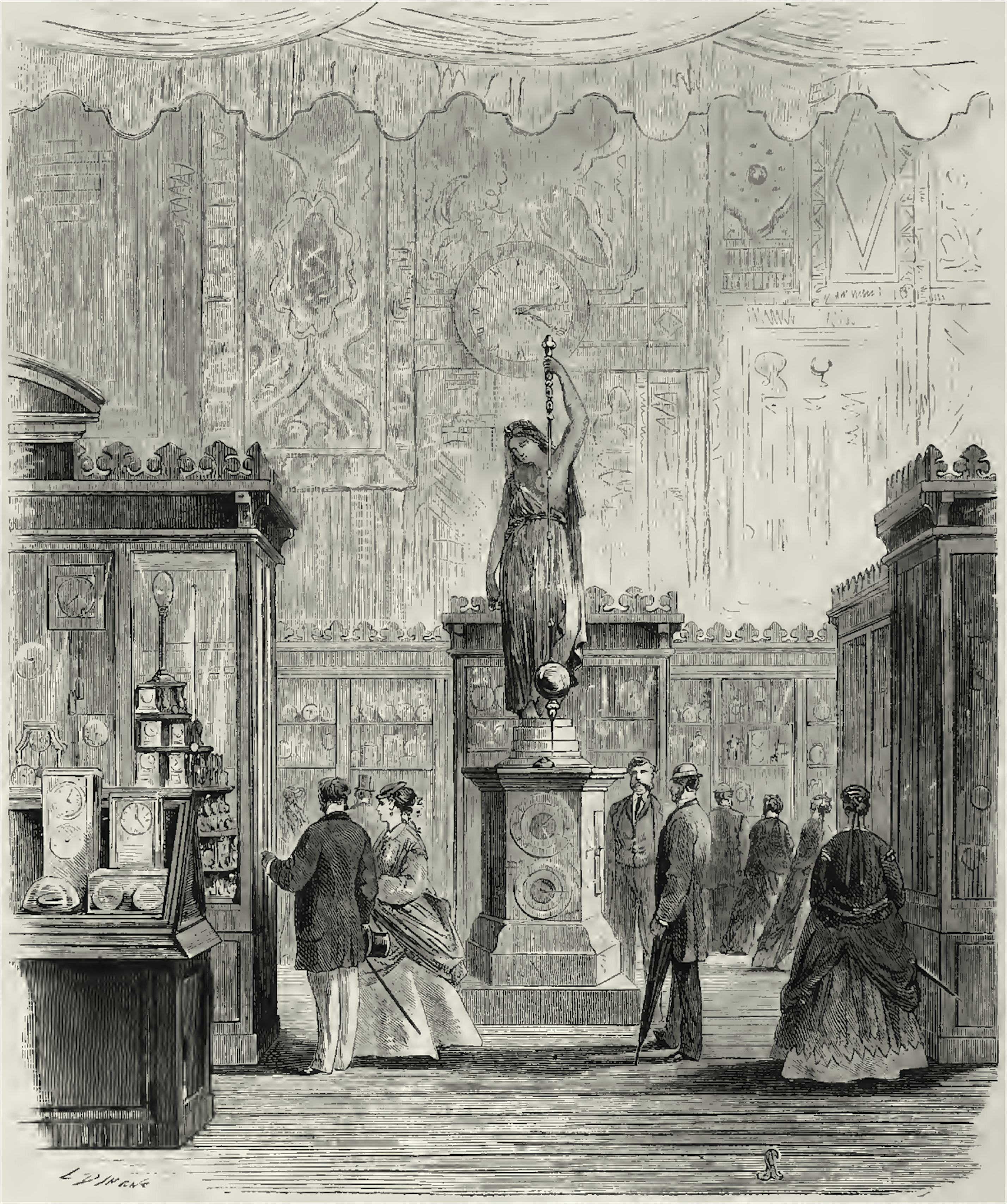
ユージン・ファルコの振り子時計
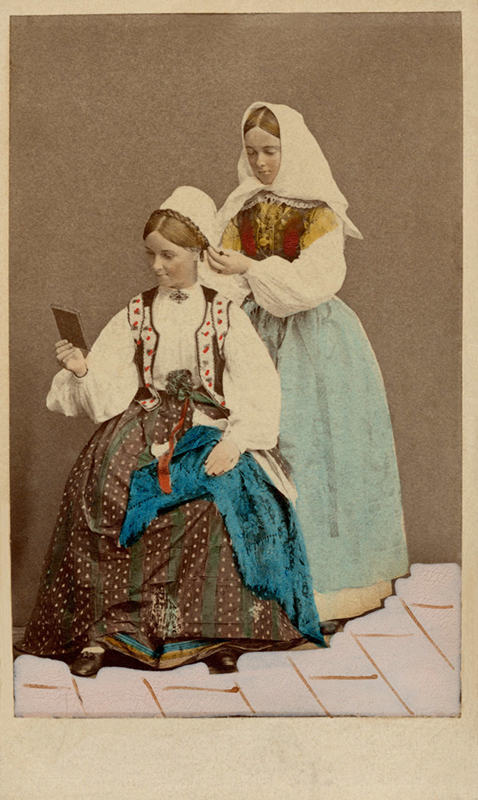
スウェーデン、ブレーキンゲ地方の民族衣装
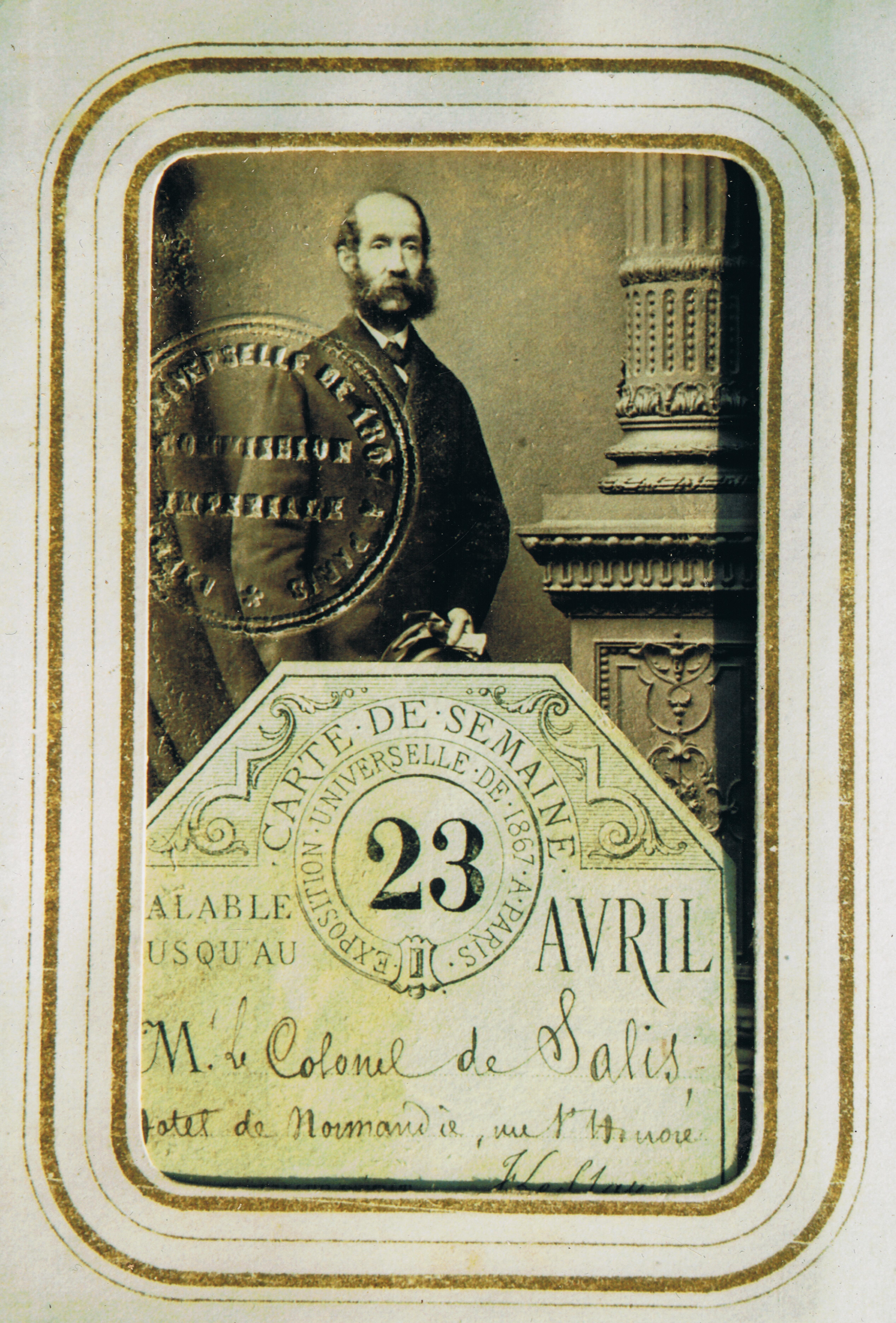
会期中の週間入場パス